# Georgiens damliga i fotboll
Damligan (georgiska: ქალთა ლიგა, Kalta liga) är Georgiens högsta division i fotboll för damer. Antalet klubbar som spelar i ligan har varierat, men antalet har varit åtta åren 2021–2023.

## Mästare
- 1990: MS 3 Tbilisi[4]
- 1997: Avaza Tbilisi[5]
- 2006/2007: Dinamo Tbilisi[6]
- 2007/2008: Iveria Chasjuri[7]
- 2008/2009: Nortji Dinamoeli[8]
- 2009/2010: Baia Zugdidi[9]

- 2021: Lantjchuti[2]
- 2022: Samegrelo[1]